# Dansk Naturgas
Dansk Naturgas var et dansk satireprogram der udsendtes på DR fra 1981 til 1987. Trioen på scenen, bestod af Tommy Kenter, Kirsten Peüliche (dengang Pallesens hustru), og 
Per Pallesen som også instruerede sketch-varietéen. I de første episoder medvirkede endvidere Lars Knutzon. Det samme gjorde pianist Niels Jørgen Steen, indtil
Poul Godske overtog klaverstolen.
Teksterne var blandt andet skrevet af Arne Fochhammer, Flemming Jensen og Henrik H. Lund.
Dansk Naturgas var tæt knyttet til Hjørringrevyen.
Karakteristisk for Dansk Naturgas var crazykomik med sketch baseret på absurde ordspil, som for eksempel i sketchen om "et dobbelt-dusin damask dækkeservietter".
Også de tempofyldte såkaldte shorties var ofte baseret på ordspil.
En mindeværdig række af sketch fra tv-serien var med de to groteske figurer Mathiesen, spillet af Per Pallesen, og den halvdøve Fru Kristof, spillet af Tommy Kenter. 
Fra disse sketch der ofte blandede dansk og engelsk stammer fraserne "osse li'e på en studs", "yes, my boys" og "what does you have in your tæjsk today".
De indeholdt ordspil for eksempel på "wienerbrød" og "vin og brød".
Navnet var et ordspil på firmaet Dansk Naturgas A/S (tilknyttet DONG) og "gas" i betydningen humor.
En mimisk-musikalsk udgave af Dansk Naturgas blev i 1982 sendt som Danmarks bidrag til den årlige Montreux-festival.
I denne udgave medvirkede også Lars Knutzon.
DR har lagt nogle af de gamle udsendelser tilgængelige online på deres Bonanza-arkiv.